# Eremophila laanii
Eremophila laanii är en flenörtsväxtart som beskrevs av Ferdinand von Mueller. Eremophila laanii ingår i släktet Eremophila och familjen flenörtsväxter. Inga underarter finns listade i Catalogue of Life.